# Щипков, Александр Владимирович
 Алекса́ндр Влади́мирович Щипко́в (род. 3 августа 1957 года, Ленинград, СССР) — российский политический философ, социолог религии и общественный деятель, специалист в области государственно-конфессиональных отношений. Кандидат философских наук (2000). Доктор политических наук (2016).
Ректор Российского православного университета святого Иоанна Богослова (с 2023), профессор кафедры философии политики и права философского факультета Московского государственного университета (с 2021). Первый заместитель председателя Синодального отдела по взаимоотношениям Церкви с обществом и СМИ (с 2015). Действительный государственный советник Российской Федерации 3-го класса.

## Биография
Родился 3 августа 1957 года в Ленинграде, но затем семья перебралась в Смоленск.

### Христианский семинар
В 1973 году познакомился с настоятелем храма Великомученика Никиты в селе Кабаново Орехово-Зуевского района Московской области — протоиереем Димитрием Дудко, что определило дальнейший жизненный выбор. В 1970—1980 годах участвовал в движении подпольного православного сопротивления.
Принимал участие вместе с матерью и женой в деятельности христианского семинара, организованного по инициативе Александра Огородникова в первой половине 1970-х годов. Печатался в самиздатовском журнале «Община», который издавали духовные чада Дмитрия Дудко, участники семинара в 1976—1977 годах.

Характерная черта нашего семинара в том, что он не был элитным. Многие религиозные группы от страха и вынужденной конспирации становились элитными, закрытыми. Об их существовании знали только они сами и КГБ. А у нас в Семинаре, благодаря Сашкиной широте, собиралась вся Россия, та Россия, которую называют провинциальной. Наш лозунг был прост: христианство, свобода, антикоммунизм. Семинар был для нас формой самообразования, формой общинной жизни, формой воцерковления, формой противостояния системе. А главное, что дал нам Семинар — опыт христианской любви, который невозможно пережить вне церковной общины.— Александр Щипков
В 1978 году был поражён в социальных правах и исключён из Смоленского педагогического института (факультет иностранных языков) с пятого курса с формулировкой: «за поведение, несовместимое со званием советского студента». Жена тоже была исключена из института. Мать — Щипкова Татьяна Николаевна (1930—2009) была уволена из института, в котором преподавала, а в 1980 году осуждена на 3 года ИТЛ (официально за хулиганство). Ею написана книга «Женский портрет в тюремном интерьере. Записки православной».
В 1978—1980 годах проходил срочную военную службу в Средней Азии в Туркестанском военном округе.

### Современность
В конце 1980-х годов получил доступ к публицистической, научной и преподавательской деятельности. Писал для «Дружбы народов», «Санкт-Петербургских ведомостей», «Смены», «Независимой газеты», «Литературной газеты», «Нового времени», а также для «Вопросов философии» и других научных изданий Одновременно до 1992 года работал на предприятиях Ленинграда сварщиком, гальваностегом, слесарем, шофёром.
С 1991 по 1992 год — литературный редактор газеты «Рейтинг» (Санкт-Петербург), затем — редактор «Христианского информационного агентства».
В 1994 году получил разрешение закончить прерванное в 1978 году образование. Тогда же стал обозревателем санкт-петербургской газеты «Смена».
С 1995 года в течение семи следующих лет работал редактором программы «Во что верит Россия» на «Радио России» (ВГТРК).
С 1998 по 1999 год преподавал на философском факультете Санкт-Петербургского государственного университета.
В 2000 году под научным руководством Льва Митрохина защитил в Институте философии РАН диссертацию на соискание учёной степени кандидата философских наук по теме «Христианско-демократические движения в постсоветской России» (специальность 09.00.11 — «социальная философия»). Тогда же был избран заместителем председателя методического совета по освещению религиозной тематики в СМИ при МПТР.
С 2001 года стал председателем Гильдии религиозной журналистики. Тогда же начал работу директором региональных проектов «МедиаСоюза» и оставался на этой должности в течение двух лет.
С 2002 года — главный редактор основанного им интернет-портала «Религия и СМИ».
С 2004 года — исполнительный директор центра «Новая политика»; до 2006 года совмещал эту должность с постом главного редактора сайта «Новая политика». Одновременно выступал главным редактором сайта «Народы России» и был ведущим программ радиостанции «Маяк».
С 2007 года — председатель Клуба православных журналистов, а также ответственный секретарь попечительского совета Императорского Петропавловского собора Санкт-Петербурга.
Помощник Председателя Совета Федерации (до 2011 года).
Инициатор создания Общественного совета РФ по телевидению.
Приказом министра юстиции РФ от 3 марта 2009 года № 61 утверждён членом Экспертного совета по проведению государственной религиоведческой экспертизы при Министерстве юстиции (по 2015 год).
С 2013 по 2017 год — член Совета Общественного телевидения России (ОТР).
C 2014 по 2016 год — директор Московского центра социальных исследований.
С 23 октября 2014 года — член Межсоборного присутствия РПЦ МП; секретарь комиссии по вопросам информационной деятельности Церкви и отношений со СМИ.
31 декабря 2015 года патриархом Кириллом назначен исполняющим обязанности первого заместителя председателя Синодального отдела по взаимоотношениям Церкви с обществом и СМИ, решением Священного синода от 16 апреля 2016 года (журнал № 24) утверждён в этой должности. В его обязанности входят вопросы взаимодействия с органами государственной власти и с неправительственными организациями.
В 2016 году в МГУ имени М. В. Ломоносова защитил диссертацию на соискание учёной степени доктора политических наук по теме «Либерализм и социал-консерватизм в современном идеологическом дискурсе» (специальность 23.00.03 — «Политическая культура и идеологии»). Официальные оппоненты — доктор философских наук Владимир Шевченко; доктор политических наук Оксана Гаман-Голутвина, доктор исторических наук Аркадий Минаков. Ведущая организация — Российский университет дружбы народов (кафедра сравнительной политологии факультета гуманитарных и социальных наук, Юрий Почта).
С 2016 года — советник Председателя Государственной думы Вячеслава Володина.
С 2016 года — член Российского исторического общества.
С 2017 по 2020 год являлся членом Общественной палаты РФ, входил в комиссию по развитию образования и науки.
С 2017 года ведёт аналитическую программу «Щипков» на телеканале «Спас».
С 2019 года — заместитель главы Всемирного русского народного собора.
С 2019 года — член общественного совета Федеральной службы по надзору в сфере образования и науки (Рособрнадзор).
С 2020 года — член Правительственной комиссии по русскому языку.
С 2022 года — член Общественной палаты города Москвы.
С 2024 — Член Совета Российского союза ректоров.
С 2024 — Председатель Попечительского совета Института теологии СПбГУ.
С 2025 года — Член Правления Союза писателей России.
Указом патриарха Московского и всея Руси Кирилла от 21 октября 2021 года назначен первым проректором Российского православного университета Святого Иоанна Богослова. Указом патриарха Московского и всея Руси Кирилла от 11 января 2023 года назначен ректором Российского православного университета Святого Иоанна Богослова.
Является членом Союза писателей России, общественного совета журнала русской культуры «Москва», редакционного совета телеканала «Спас», редакционного совета журнала «Тетради по консерватизму». Ответственный секретарь общественного совета по изданию Православной энциклопедии. Главный редактор научного богословского журнала «Ортодоксия» (с 2021 года).
Проживает в Тарусе. Женат, отец четверых детей.

## Взгляды, мировоззрение

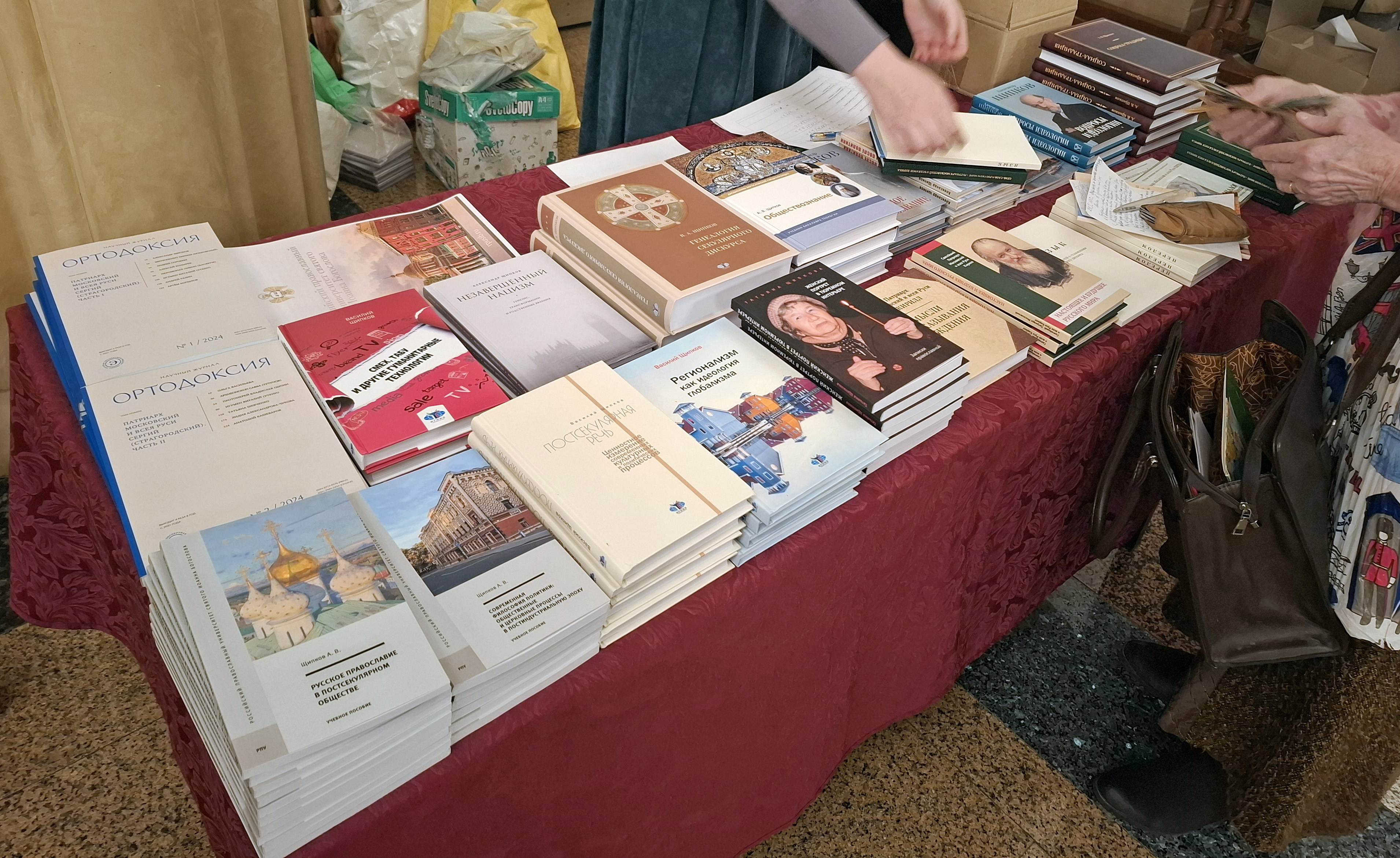
Книжная продукция Александра Щипкова и членов его семьи. Рождественские образовательные чтения — 2025.

Александр Щипков является представителем несистемной части бывшего диссидентского сообщества. Несмотря на негативное отношение к коммунистическому государству, он оценивает советский период как неоднородный. Осуждает коммунистическую монополию на идеологию, но считает, что советские формы социальности коррелируют с традициями русского социального православия (общинный коллективизм).
Важным маркером в оценке российского политического класса 1990-х годов для Щипкова является отношение к русской церковно-религиозной традиции и исторической Русской православной церкви (РПЦ МП). В ряде статей и интервью он доказывает, что постсоветская власть использовала православие в качестве «антисоветского маркера», но не была готова вернуть Церкви её исторические права — например, закон о возвращении церковного имущества, включая храмы, был принят лишь в 2010 году.
В конце «девяностых» и в «нулевые» Щипков изучал феномен российской религиозности, традиционные и новые религиозные движения, российское религиозное сознание и его пересечение с политическими идеологиями. При этом особенный интерес он проявлял к социальным аспектам русского православия, внутрицерковной проблематике и жизни православного сообщества. Это направление в 2010-е годы привело Щипкова к изучению постсекулярности как общемирового феномена.
В некоторых статьях Щипков отвергает идеи секулярной реформации церкви, критикует либеральные требования переподчинить церковь догматам нового, постпротестантского секуляризма.
Щипков критикует идеологию церковной (а не государственной) секуляризации, считая её в действительности не секулярным, а квазирелигиозным явлением, которое вписывается в концепцию современного постсекулярного (гибридного) общества.
Щипков утверждает, что либерально-атеистическая и квазиправославная интеллигенция, чьё влияние упало после 2010 года, пошла на разрыв с Русской православной церковью и начала информационную войну с ней. Этот процесс стал явным в 2012 году, когда иерархи РПЦ отказались поддержать попытку российского «майдана» — «болотную революцию», которая, по мнению Щипкова, имела целью вернуть к власти в России элиты «девяностых».
События антирелигиозной информационной кампании, имевшие отражение в российских СМИ в 2012 году, проанализированы Александром Щипковым в книге «Территория Церкви» (2012). По мнению Щипкова, апогеем информационной атаки на РПЦ стали действия, предпринятые под видом перформанса группой Pussi Riot (известны как «панк-молебен на амвоне»). Щипков назвал эту акцию «холодным террористическим актом».
Основным направлением деятельности Александра Щипкова в 2000-е и особенно в 2010-е годы является изучение церковно-государственных отношений. Рост православного гражданского самосознания во многом связан с борьбой за строительство храмов в Москве в соответствии с Программой «200 храмов». Появлению этого движения в немалой степени способствовал информационно-правозащитный центр «Территория Церкви», организованный Александром Щипковым в 2012 году. Тогда же в рамках старейшего православного портала RELIGARE появился раздел «Территория Церкви» и связанная с ним команда журналистов, которая занималась информационной защитой «Программы-200». Впоследствии из этого направления деятельности родилось общественное Движение в поддержку «Программы-200».
Для Щипкова характерно сочетание академической научной работы с активной общественной деятельностью.
Одновременно с изучением церковно-государственных отношений и ценностного сознания российского общества Александр Щипков пишет о трансформациях политического и идеологического пространства после 2012 года. Он говорит о кризисе либерально-компрадорской системы ценностей и её неизбежной трансформации. В рамках этого направления Щипковым был составлен сборник «Перелом», в котором семь российских авторов продолжили традицию известного дореволюционного сборника «Вехи». Идеями, объединтвшими статьи авторов «Перелома», являются архаизация и кризис современного либерализма, неизбежность смены идеологической парадигмы в России. В рамках этой линии сам Щипков и большинство его соавторов развивали концепцию социал-консерватизма (левого консерватизма). Концепция подразумевала преодоление «разрывов традиции» и политический переход России от модели зависимости к модели развития. Сборник «Перелом» получил широкое освещение и вызвал дискуссию как в России, так и за её пределами.
Концепцию социал-консерватизма Щипков считает светским аналогом христианской ортодоксии (не только в России) и в числе прочего связывает с положениями «Основ социальной концепции Русской православной церкви». Центральным понятием русской традиции и русской идентичности Щипков, используя структурную матрицу известной формулы Макса Вебера, считает «православную этику и дух солидарности», то есть социальное государство и справедливое общество, по его мнению, должны строиться на основании евангельских моральных ценностей. Этот идеал подкрепляется, по его мнению, логикой и выводами историко-экономического анализа в духе школы миросистемного анализа (Иммануил Валлерстайн, Самир Амин и др.)
Александр Щипков рассматривает в рамках социал-консерватизма как историю России, так и современные исторические вызовы. Смена политической ситуации в 2014 году и массированное информационное и экономическое давление на Россию повлияли на тематику книг Щипкова. Задачу защиты православия как компонента русской идентичности он сделал частью более широкого правозащитного проекта по противодействию русофобии в России, который начал осуществлять в рамках деятельности общественной организации Всемирный русский народный собор, которую возглавляет патриарх Кирилл. В числе прочего Щипков говорит о необходимости укрепления национальной идентичности, защиты национальных символов, преодоления ирредентизма и противодействия геноциду русских на Украине, ставшего своеобразным ремейком этнической войны, которая велась против русских в 1941—1945 годах. Об этих темах Щипков пишет в книге «Национальная история как общественный договор: от экономического гегемонизма — к консенсусу традиций».
Одновременно Щипков выступил с серией аналитических статей, в которых заявил о либерально-капиталистических истоках неофашизма. Системно свои идеи Щипков изложил в книге «Традиционализм, либерализм и неонацизм в пространстве актуальной политики» (2015 год). Эту книгу многие[кто?] восприняли как предупреждение об опасности, связанной не только с реанимацией фашизма в мировой политике, но и с фашизацией части российских элит и российского «креативного класса».
Помимо церковно-государственных отношений и социально-политических трендов, Щипков пишет о роли культуры в социальных процессах. В частности, он описывает феномен Бронзового века русской поэзии, которому, по его мнению, предстоит определять будущее всей русской культуры. Щипков вводит понятие аксиомодерна — такого состояния общества, в котором сочетается ощущение «современности», «нового времени» (известное ещё по периоду модерна), универсализм, единство картины мира и традиционные моральные ценности. Об этом речь идёт в книге «Бронзовый век России. Взгляд из Тарусы».
Системно свои философские, религиозные и политические взгляды Александр Щипков изложил в монографиях «Социал-традиция» (2017), «Вопросы идеологии» (2018), «Дискурс Ортодоксии» (2021) и «Незавершённый нацизм» (2024).

## Санкции
23 января 2023 года, на фоне вторжения России на Украину, Щипков внесён в санкционный список Украины так как он «поддерживает действия и политику, которые подрывают и угрожают территориальной целостности, суверенитету и независимости Украины, а также её стабильности и безопасности». Ранее Щипков был внесён ФБК в список поджигателей войны, как «российский пропагандист», с предложением введения против него международных санкций.

## Награды
- Лауреат премии Союза журналистов России «Золотое перо России» за 1997 год (номинация «Лучшая радиопрограмма», за радиопрограмму «Во что верит Россия»).
- Лауреат премии фестиваля «Вера и Слово» за 2010 год (номинация «За личный вклад в развитие православных СМИ»).
- Лауреат литературной премии журнала «Москва» за 2013 год (номинация «Публицистика»).
- Лауреат Национальной премии «Лучшие книги и издательства» за 2015 год (номинация «Религия, философия», за цикл философско-аналитических статей в «Литературной газете»).
- Лауреат литературной премии «Золотой Дельвиг» за 2015 год (за книгу «Бронзовый век России. Взгляд из Тарусы». СПб.: Русская культура, 2015).
- Лауреат Национальной премии «Лучшие книги и издательства» за 2020 год (за монографию «Дискурс ордоксии. Описание идейного пространства современного русского православия. М.: Издательство Московской Патриархии Русской Православной Церкви, 2021).
- Лауреат литературной премии журнала „Москва“ за 2021 год (номинация „Публицистика“).
- Благодарность Председателя Совета Федерации ФС РФ „За безупречную федеральную государственную службу“ (2011).
- Почётная грамота Аппарата Государственной Думы ФС РФ „За добросовестный труд“ (2018).
- Благодарность Президента Российской Федерации „За реализацию социально значимых проектов“ (2021).
- Благодарность Министерства обороны РФ „За оказание содействия в решении задач, возложенных на военно-политические органы Вооружённых сил Российской Федерации“ (2021).
- Лауреат премии литературного журнала „Москва“ (2022).
- Решением Городской Думы ГП „Город Таруса“ № 12 от 21 мая 2015 „за особые заслуги перед городом Тарусой и неоценимый вклад в создание исторического образа города“ (установка памятников Ивану Цветаеву, генералу Михаилу Ефремову, Николаю Заболоцкому) присвоено звание почётного гражданина Тарусы.

Церковные: орден св. блгв. кн. Даниила Московского III ст. (2007); орден прп. Сергия Радонежского III ст. (2013); медаль „В память 1000-летия преставления равноапостольного великого князя Владимира“ (2015); орден прп. Серафима Саровского III ст. (2017); орден свт. Макария Московского III ст. (2019); орден Сергия Радонежского II ст. (2022); памятный знак „100 лет со дня кончины священномученика Вениамина митрополита Петроградского и Гдовского“ (2022); медаль „Патриаршая благодарность“ во внимание к вкладу в сохранение традиционных ценностей в обществе и в связи с 30-летием Всемирного русского народного собора (2023).

## Научные труды

### Диссертации
- Щипков, А. В. Христианско-демократические движения в постсоветской России (недоступная ссылка): диссертация … кандидата философских наук : 09.00.11. / Рос. акад. наук. Ин-т философии. — Москва, 2000. — 170 с. (Социальная философия)
- Щипков, А. В. Либерализм и социал-консерватизм в современном идеологическом дискурсе: диссертация … доктора политических наук: 23.00.03. / МГУ им. М. В. Ломоносова. — Москва, 2016. — 418 с. (Политическая культура и идеологии)

### Научные монографии
- Щипков А. В. Христианская демократия в России = Christliche demokratie in Russland. — М.: Ключ — С, 2004. — 119 с. — (Библиотека «Новая политика»). — ISBN 5-93136-029-3. (копия)
- Щипков А. В. Традиционализм, либерализм и неонацизм в пространстве актуальной политики. — СПб.: Алетейя, 2015. — 80 с. — ISBN 978-5-9905927-1-1.
- Shchipkov A. V. Traditionalism, Liberalism and Neo-Nazism in the Current Political Space. — М., 2016. — 76 с. — ISBN 978-5-98604-551-1.
- Щипков А. В. Национальная история как общественный договор: от экономического гегемонизма – к консенсусу традиций. — СПб.: Алетейя, 2015. — 88 с. — ISBN 978-5-906792-00-6.
- Щипков А. В. Диалектика экономического и религиозно-этического в становлении русского социал-традиционализма. — М.: Пробел-2000, 2015. — 204 с. — ISBN 978-5-98604-493-4.
- Щипков А. В. Социал-традиция. — М.: АСТ-ПРЕСС КНИГА, 2017. — 320 с. — ISBN 978-5-462-01857-2.
- Щипков А. В. Вопросы идеологии. — М.: Абрис, 2018. — 317 с. — ISBN 978-5-00111-362-1.
- Глазьев С. Ю., Щипков А. В. Экономика и общество: монография. — М.: Проспект, 2021. — 192 с. — ISBN 978-5-392-32581-8.
- Щипков А. В. Дискурс ортодоксии. Описание идейного пространства современного русского православия. — М.: Издательство Московской Патриархии Русской Православной Церкви, 2021. — 464 с. — ISBN 978-5-88017-884-1.

### Философские сборники (составитель, автор)
- Щипков А. В. Перелом. Сборник статей о справедливости традиции. — М.: Пробел-2000, 2013. — 176 с. — ISBN 978-5-98604-382-1.
- Щипков А. В. Плаха. 1917 – 2017: Сборник статей о русской идентичности. — М.: Пробел-2000, 2015. — 216 с. — ISBN 978-5-98604-506-1.
- Щипков А. В. Язык: Сборник статей о становлении русского дискурса. — М.: Пробел-2000, 2017. — 144 с. — ISBN 978-5-98604-613-6.

### Книги
- Щипков А. В. Во что верит Россия. Религиозные процессы в постперестроечной России. Курс лекций. — СПб.: РХГИ, 1998. — 297 с. — ISBN 5-888-031-6. (копия) Рецензенты: доктор философских наук, профессор Ю. Н. Солонин, декан философского факультета СПбГУ, кандидат философских наук В. В. Аржанухин, заведующий кафедрой религиоведения РГПУ им. А. Н. Герцена
- Щипков А. В. (редактор и составитель). Петербургское язычество. Сборник статей. — СПб.: Апостольский город, 1999. — 98 с. — ISBN 5-93112-005-X.
- Щипков А. В. Соборный двор: Публицист. ст.: 1991—2001 / Предисл. Л. Н. Митрохина. — М.: Медиасоюз, 2003. — 319 с. — ISBN 5-901-683-64-1.
- Щипков А. В. Территория Церкви. — М.: ИНДРИК, 2012. — 176 с. — ISBN 978-5-91674-220-6.
- Щипков А. В. Религиозное измерение журналистики / Предисл. Е. В. Жосул. — М.: ПРОБЕЛ-2000, 2014. — 272 с. — ISBN 978-5-98604-436-1.
- Щипков А. В. Бронзовый  век  России.  Взгляд  из Тарусы. — СПб.: Русская культура, 2015. — 192 с. — ISBN 978-5-905618-08-6.
- Щипков А. В. До и после политики. — М.: Пробел-2000, 2016. — 132 с. — ISBN 978-5-5-98604-537-3.
- Щипков А. В. По-другому: Сборник статей о традиции и смене идеологического дискурса. — М.: Абрис, 2017. — 384 с. — ISBN 978-5-00111-141-2.
- Щипков А. В. Прямое высказывание. — М.: Абрис, 2019. — 221 с. — ISBN 978-5-00111-563-2.
- Щипков А. В. Социал-традиция: Монография. — М.: АСТПресс Книга, 2017. — 320 с. — ISBN 978-5-46201-857-2.
- Щипков А. В. Вопросы идеологии: Монография. — М.: Абрис, 2018. — 317 с. — ISBN 978-5-00111-362-1.
- Глазьев С. Ю., Щипков А. В. Экономика и общество: Монография. — М.: Проспект, 2021. — 192 с. — ISBN 978-5-392-32581-8.
- Щипков А. В. Дискурс ортодоксии. Описание идейного пространства современного русского православия. — М.: Издательство Московской Патриархии Русской Православной Церкви, 2021. — 464 с. — ISBN 978-5-88017-884-1.

### Учебники
- Щипков А. В. Учебное пособие «Русское православие в постсекулярном обществе». — М.: РПУ св. Иоанна Богослова, 2023. — 124 с. — 500 экз. — ISBN 978-5-6049786-0-3.
- Щипков А. В. Учебное пособие «Современная философия политики: общественные и церковные процессы в постиндустриальную эпоху». — М.: РПУ св. Иоанна Богослова, 2023. — 154 с. — 500 экз. — ISBN 978-5-6049786-1-0.
- Учебник „Обществознание“ для духовных школ РПЦ МП (2023)
- Учебное пособие „Обществознание“ для 10 класса Православных гимназий (2024)
- Учебное пособие „Обществознание“ для 11 класса Православных гимназий (2024)

### Статьи
в ведущих рецензируемых научных журналах (перечень ВАК)
- Щипков А. В. Религия и политика в посткоммунистической России (материалы круглого стола) Вопросы философии. — 1992. — № 7. — С.16-22. ¬— 0.2 п.л.
- Щипков А. В. Концепт традиции в российском идеологическом пространстве // Историческая и социально-образовательная мысль. — 2014. — № 5. — С. 344—345. — 0,2 п.л.
- Щипков А. В. Аксиология „правого“ и „левого“ в исследованиях традиции // Гуманитарные, социально-экономические и общественные науки, — 2014. — № 9. — С. 2 −30. — 0,2 п.л.
- Щипков А. В. Генезис и конститутивные признаки неофашизма в современной политике // Бизнес в законе. Экономико-юридический журнал. — 2014. — № 5. — С. 208—209. — 0,2 п.л.
- Щипков А. В. Истоки и смысл современного неолиберализма // Пробелы в Российском законодательстве. — 2014. — № 5. — С. 255—257. — 0,2 п.л.
- Щипков А. В. Генеалогия и телеология современного неофашизма // Научное обозрение. Серия 2. Гуманитарные науки. — 2014. — № 5. — С. 14-18. — 0,2 п.л.
- Щипков А. В. Феномен „борьбы за традицию“ и мировой политический процесс // Гуманитарные, социально-экономические и общественные науки. — 2014. — № 12. — С. 220—222. — 0,2 п.л.
- Щипков А. В. Феномен лингвополитического и реальная политика // Армия и общество. — 2014. — № 6(43). — С. 18-21. — 0,2 п.л.
- Щипков А. В. Традиция и модернизация: диалектика понятий // Бизнес в законе. Экономико-юридический журнал. — 2014. — № 6. — С. 249—250. — 0,2 п.л.
- Щипков А. В. Консервативный социализм в современной России и его истоки // Пробелы в Российском законодательстве. — 2014. — № 6. — С. 299—301. — 0,2 п.л.
- Щипков А. В. Опыт фальсификации бинарной теории тоталитаризма // Историческая и социально-образовательная мысль. — 2014. — № 6. — С. 309—311. — 0,2 п.л.
- Щипков А. В. Критерии консерватизма в современной политике // Научное обозрение. — 2014. — № 6. — С. 5-9. — 0,2 п.л.
- Щипков А. В. Неолиберальная политическая эсхатология как пример квазирелигиозного сознания. // Перспективы науки. — 2015. — № 2. — С. 81-83. — 0,2 п.л.
- Щипков А. В. Гражданское общество и фактор большинства. // Глобальный научный потенциал. — 2015. — № 2. — С. 43-45. — 0,2 п.л.
- Щипков А. В. Христианство и социал-демократия. // Глобальный научный потенциал. — 2015. — № 3. — С. 80-82. — 0,2 п.л.
- Щипков А. В. Типология консервативных течений в современной России. // „Наука и бизнес: Пути развития“. — 2015. — № 3. — С. 50-52. — 0,2 п.л.
- Щипков А. В. Русский консерватизм перед проблемой самоидентификации. // „Инновации и инвестиции“. — 2015. — № 4. — С. 213—214. — 0,2 п.л.
- Щипков А. В. Что такое социальное православие. // Социология. −2015. — № 1. — С. 64 — 66. — 0,2 п.л.
- Щипков А. В. Трансформация консервативной политической повестки в условиях мирового кризиса. // Тетради по консерватизму. — 2017. — № 1. — С. 77-80. ¬- 0,3 п.л.
- Щипков А. В. Переосмысление феномена традиции в современных социо-гуманитарных исследованиях // Вестник Московского университета. Серия 12. Политические науки. — 2017. — № 3 (май-июнь). — С. 38-43. — 0,3 п.л.
- Щипков А. В. Образ будущего и социал-традиция // Свободная мысль. — 2017. — № 6 (1666). — С.57-64. — 0.3 п.л.
- Щипков А. В., Козырев А. П. Выйти из череды разрывов // Тетради по консерватизму. — 2017. — № 4. — С.277-287. — 0.9 п.л.
- Щипков А. В. Понятие „код“ в рамках современного цивилизационного подхода // Вопросы философии. — 2018. — № 7. — С.28-34. ¬— 0.9 п.л.
- Щипков А. В. О понятии „социал-традиция“ // Вестник МГУ. Серия 12. „Политические науки“. — 2019. — № 5. — С. 7-12. — 0,2 п.л.
- Щипков А. В. Системный кризис общества и состояние посткапитализма // Вопросы философии. 2019. № 9. С. 40-49.
- Щипков А. В. Анатомия исторической секулярности и новая сакральность // „Свободная мысль“. — 2019. — № 6. — С. 49-54.
- Щипков А. В. Политическая философия коронавируса // „Международная жизнь“. — 2020. — № 5. — С.12-19.

научные
- Щипков А. В. Осторожно: Роскомрелигия! / Религия и демократия. — М.:Прогресс. — 1993. Стр. 133—140
- Щипков А. В. Христианская демократия в России // Религия и политика в посткоммунистической России — Ин-т философии РАН — Москва — 1994. Стр. 119—186
- Щипков А. В. Язычество. Рождение или возрождение? // Дружба народов. — 1994. — № 11/12. — С.176-187 (в соавторстве)
- Щипков А. В. Православие и русская христианская демократия // Идеология в России — СПб — 1995. Стр. 27-30.
- Щипков А. В. Секта Муна // Современные секты в России — Москва-СПб — 1995. Стр. 61-67.
- Щипков А. В. Этапы большого пути — от Совета по делам религий до Министерства культов // Логос (Брюссель, Мюнхен, Москва). — 1995. — № 50. — С. 96-105
- Щипков А. В. Противостояние православия и язычества в политической жизни современного Поволжья (В соавторстве с С. Б. Филатовым). // Философия религии и религиозная философия — Госком РФ по высшему образованию — СПб, 1995. Стр.114-116.
- Щипков А. В. К вопросу об инстинкте управления религией // Религия и права человека — Москва — 1996. Стр. 38-48
- Щипков А. В. Поволжские народы в поисках национальной веры (в соавторстве) // Религия и права человека — Москва — 1996. Стр. 256—284
- Щипков А. В. Башкортостан: религия и власть // Дружба народов. — 1996. — № 5. — С. 98-108 (в соавторстве)
- Щипков А. В. Урал. Прельщение монетаризмом // Дружба народов. −1996. — № 12. — С.132-146 (в соавторстве)
- Щипков А. В. Языческий вызов христианству // Дружба народов. — 1996. — № 3. — С.138-148 (в соавторстве)
- Щипков А. В. Православие и язычество в Удмуртии. Проблема религиозной самоидентификации (В соавторстве с С. Б. Филатовым). // Первые Димитровские чтения (материалы научной конференции 21-24 апреля 1996 г.) СПб, 1996. Стр. 197—203.
- Щипков А. В. „Рыночная“ Россия и эффект религиозной энтропии». // Церковь и государство в русской православной и западной латинской традициях — СПб — 1996. Стр. 141—152.
- Щипков А. В. Рыночное бытие и религиозное сознание". // Философия в мире знания, техники и веры — СПб — 1997. Том V, стр. 474—476
- Щипков А. В. Духовный монетаризм // Санкт-Петербургский университет — 1997. — № 8. — С.22-26
- Щипков А. В. Якутия. Обретение кута // Дружба народов. — 1998. — № 2. — С.121-129 (в соавторстве)
- Щипков А. В. Церковно-общественные отношения и проблемы государственного регулирования // Исторический вестник (научный журнал). — 2000. — № 9-10
- Щипков А. В. «Религиозная журналистика — это журналистики экспертная» // Государство, СМИ и Церковь Материалы и рекомендации научно-практической конференции (14 ноября 2001 г.). — Москва — 2001. Стр. 9 −14
- Щипков А. В. Возможен ли конкордат восточно-христианских Церквей с государством? // Новая Европа. — 2002. — № 15. — С.110-116
- Щипков А. В. Русская Церковь и информационное общество // Наследие Серафима Саровского и судьбы России. Материалы научно-богословской конференции — Москва — 2004. Стр. 496—500
- Щипков А. В. Православный самиздат в Советском Союзе // Вера и слово. Сборник материалов Фестиваля православных СМИ — Москва — 2005. Стр. 197—204
- Щипков А. В. Постсекулярная эпоха и традиция // Социология религии в обществе позднего модерна". Материалы Третьей Международной научной конференции — Белгород — 2013. Стр124-130
- Щипков А. В. Три тоталитаризма. // «Москва», — 2013. — № 11. С. 173—183. — 1,0 п.л
- Щипков А. В. Типология направлений консервативной мысли в современной России. // Тетради по консерватизму (Фонд ИСЭПИ). — 2014. — № 2(1). — С. 114—117. — 0,3 п.л.
- Щипков А. В. Российская идентичность и русская традиция на исходе эпохи глобализма. // Тетради по консерватизму (Фонд ИСЭПИ). — 2015. — № 3.— С. 129—132— 0,2 п.л.
- Щипков А. В. Вакуум идентичности. О причинах кризиса российской идентичности // Социология религии в обществе Позднего Модерна : сб. статей по материалам Пятой Юбилейной Международной научной конференции. НИУ «БелГУ», 25-26 сентября 2015 г. / отв. ред. С. Д. Лебедев. — Белгород : ИД «Белгород» НИУ «БелГУ», — 2015. — С. 79-82. — 0,6 п.л.
- Щипков А. В. Левый консерватизм // Перелом. Сборник статей о справедливости традиции. М.: Пробел-2000. —2013. — С.48-80. — 1.0 п.л.
- Щипков А. В. О мнимом взрыве религиозности в новой России // Россия удивляет 2015. — Москва: Эксмо, — 2016. — С. 178—179. — 0,1 п.л.
- Щипков А. В. Постсекулярная эпоха и традиция // Социология религии в обществе Позднего Модерна (памяти Ю. Ю. Синелиной): Материалы Третьей Международной научной конференции. НИУ «БелГУ», 13 сентября 2013 г. / отв. ред. С. Д. Лебедев. — Белгород: ИД «Белгород». — 2013. — С. 124—130. — 0,6 п.л.
- Щипков А. В. Смерть интеллигенции // Перелом. Сборник статей о справедливости традиции. М.: Пробел-2000. — 2013. — С.153-174. — 0.8 п.л.
- Щипков А. В. Похищение русской идентичности // Плаха. Сборник статей о русской идентичности. М.: Пробел-2000. — 2015. — С. 3-39. — 1.2 п.л.
- Щипков А. В. Бронзовый век и аксиомодерн // Литературная учёба. — 2015. — № 6. — С.152-168. — 0.5 п.л.
- Щипков А. В. Русофобия // Плаха. Сборник статей о русской идентичности. М.: Пробел-2000. — 2015. — С. 180—206. — 0.8 п.л.
- Щипков А. В. Образ национальной истории. // Политическая культура общества и проблемы сохранения суверенитета России. Материалы всероссийской научно-теоретической конференции. / ред.-сост. С. Т. Новикова. Москва — Москва, ФГУП «Известия» УДП РФ. — 2015. — С. 7-13. — 0,3 п.л.
- Щипков А. В. Русско-византийская цивилизация и идеологемы неоколониализма. // Тетради по консерватизму (Фонд ИСЭПИ). — 2016. — № 3. — С. 23-28. — 0,5 п.л.
- Щипков А. В. Дискурс русской ортодоксии и проблема фундаментального модерна. // Тетради по консерватизму (Фонд ИСЭПИ). — 2016. — № 3. — С. 193—199. — 0,6 п.л.
- Щипков А. В. О конфликте этики и права // Роль религии в современном мире: материалы научно-практической конференции. М.: Юрист, 2016. — С. 49-52. — 0,2 п.л.
- Щипков А. В. Исторический протестантизм и социальная мысль эпохи модерна // Философия политики и права: Ежегодник научных работ. Вып. 7. Общественные идеалы и реальное общество. К 150-летию со дня рождения П. И. Новгородцева / Под общей редакцией проф. Е. Н. Мощелкова, проф. О. Ю. Бойцовой и проф. В. Н. Расторгуева; научный редактор А. В. Никандров. — М.: МГУ им. М. В. Ломоносова, 2016. — С. 27-32. — 0,3 п.л.
- Щипков А. В. Феномен лингвополитического и реальная политика // Вестник Экспертного центра ВРНС. — Москва: Изд-во «Даниловский благовестник», 2016. — вып. 1. — С. 46-49. — 0,3 п.
- Щипков А. В. Христианство и тоталитаризм: конфликт цивилизаций // Россия как государство-цивилизация: высшие цели и альтернативы развития: Коллективная монография по материалам Юбилейных международных Панаринских чтений, посвящённых 75-летию со дня рождения А. С. Панарина / Отв. ред.: В. Н. Расторгуев; Мос. гос. ун-т им. М. В. Ломоносова, Филос.ф-т. 2016. — С. 74-76. — 0,2 п.л.
- Щипков А. В. Гуманизм как квазирелигия. // Государство, Церковь, право: конституционно-правовые и богословские проблемы. Материалы VIII Международной конференции, посвящённой 1000-летию русского монашества на Святой Горе Афон. / Коллектив авторов: Материалы научной конференции / Под ред. С. Н. Бабурина и А. М. Осавелюка. — М.: Книжный мир, Московский университет имени С. Ю. Витте, 2016— С. 29-32. — 0,3 п.л.
- Щипков А. В. Революция и исторические разрывы: условия объективного анализа // Философия политики и права: Ежегодник научных работ. Вып. 8 (2017). Социальная эволюция и социальные революции. Посвящается 100-летию Русской революции / Под общей редакцией доктора политических наук, профессора Е. Н. Мощелкова; научный редактор до-цент А. В. Никандров / МГУ имени М. В. Ломоносова. Философский факультет. — М.: Издатель Воробьёв А. В., 2017. — С. 331—338. — 0,5 п.л.
- Щипков А. В. Секулярный терроризм // Россия и Запад: диалог народов в поисках ответов на цивилизационные вызовы. М.: Всемирный русский народный собор. — 2017. — С. 48-51. — 0,2 п.л.
- Щипков А. В. Неолиберальный консенсус как социокультурная матрица современного консерватизма // Традиционализм в эпоху революций: Культурная политика и цивилизационный выбор: Коллективная монография о материалам XIV международных Панаринских чтений / Отв. ред.: В. Н. Расторгуев; науч. ред.: А. В. Никандров / Рос. науч.- исслед. ин-т культурного и природ. наследия им. Д. С. Лихачёва (Институт Наследия); Мос. гос. ун-т им. М. В. Ломоносова, Филос. ф-т. М.: Институт Наследия, 2017. — С. 25-28. — 0,3 п.л.
- Щипков А. В. Патриарх и гуманизм // Государство, Церковь, право: конституционно-правовые и богословские проблемы. Материалы IX Международной научной конференции, посвящённой 100-летию восстановления патриаршества и избрания святителя Тихона (Белавина) на Всероссийский Патриарший престол. / Коллектив авторов: Материалы научной конференции / Под ред. С. Н. Бабурина и А. М. Осавелюка. — М.: Книжный мир, Московский университет имени С. Ю. Витте, 2017. — С. 11-27. — 0,5 п.л.
- Щипков А. В. «Догоняющее развитие»: из ниоткуда в никуда. // Философия политики и права: Ежегодник научных работ. Вып. 9 (2018). Изменения в философии — XXI век. Посвящается 10-летию кафедры философии политики и права философского факультета МГУ имени М. В. Ломоносова / Под общей редакцией доктора политических наук, профессора Е. Н. Мощелкова; научный редактор до-цент А. В. Никандров / МГУ имени М. В. Ломоносова. Философский факультет. — М.: Издатель Воробьёв А. В., 2018. — С. 171—182. — 0,5 п.л.
- Щипков А. В. О православной недовоцерковленности // Портал Богослов. RU, 2 июля 2018
- Щипков А. В. Православный гламур // «Москва», — 2019. — № 7. С. 175—185. — 1,0 п.л
- Щипков А. В. Вопросы идеологии и безопасность России. // Философия политики и права: Ежегодник научных работ. Вып.10 9 (2019). Мироустройство в XXI веке: порядок или хаос? / Под общей редакцией доктора политических наук, профессора Е. Н. Мощелкова; / МГУ имени М. В. Ломоносова. Философский факультет. — М.: Издатель Воробьёв А. В., 2019. — С. 291—299. — 0,5 п.л.
- Щипков А. В. Реабилитация идеологии: почему России нужна национальная идея // Культурная политика. — 2020. — № 3. — С. ?-?. — 0,3 п.л.

периодика
- Щипков А. В. Гумилёвские чтения в Ленинграде // Русская мысль, № 3771, 14.04.1989
- Щипков А. В. Православные крестины // Свободная зона, № 2, 1990
- Щипков А. В. 15 минут на поминки // Русская мысль, № 3860, 28.12.1990
- Щипков А. В. Два слова о хлебе // Русская мысль, № 3846, 21.09.1990
- Щипков А. В. Немного о конференции «Христианство и общество» // Русская мысль, № 3833, 22.06.1990
- Щипков А. В. Тигры или голуби? // Русская мысль, № 3855, 23.11.1990
- Щипков А. В. Невозможно предвидеть (беседа с Андре Луи) // Нива, № 2, 1991
- Щипков А. В. Богоборцы старой закалки // Нива, № 16, 1991
- Щипков А. В. Окончена ли борьба с религией в СССР? // Русская мысль, № 3889, 26.07.1991
- Щипков А. В. От кого зависит независимый исследователь? // Рейтинг № 8, 1992
- Щипков А. В. «Золотая луна» готовит детский бунт // Рейтинг № 5, 1992
- Щипков А. В. Патриоты стремятся к единству // Рейтинг № 4, 1992
- Щипков А. В. Христианские демократы и православие // Рейтинг, № 15, 1992
- Щипков А. В. Раскол (интервью с Л. Регельсоном) // Рейтинг, № 8, 1992
- Щипков А. В.«Фонд помощи верующим в России // Рейтинг, № 13, 1992
- Щипков А. В. Осторожно: „Роскомрелигия“ // Рейтинг, № 11, 1992
- Щипков А. В. Карловчане — в поисках защиты // Рейтинг, № 10, 1992
- Щипков А. В. Собрание граждан Санкт-Петербурга» // Рейтинг, № 9, 1992
- Щипков А. В. В ожидании прославления новомучеников // Русская мысль, № 3914, 31.01.1992
- Щипков А. В. Торжество православия? // Русская мысль, № 3928, 08.05.1992
- Щипков А. В. Крест на депутатском мандате // Русская мысль. № 4006, 25.11.1993
- Щипков А. В. Секта и личность // Смена. 13.08.1993
- Щипков А. В. Политические инверсии религиозного сознания // Независимая газета. 09.12.1993
- Щипков А. В. Учителя и рабы // Независимая газета. 21.10.1993
- Щипков А. В. «Брань Богородичного центра с Белым братством» // Независимая газета. 16.06.1993
- Щипков А. В. Церковь, Собчак, политика // Смена. 25.05.1993
- Щипков А. В. Церковь в законе // Смена. 24.07.1993
- Щипков А. В. Иереи и диаконы, равняйсь, смирно! // Смена. 03.02.1993
- Щипков А. В. ХДС и РПЦ // Независимая газета. 01.07.1993
- Щипков А. В. Духовенство лояльно и не любит конкурентов // Сегодня. 13.04.1993
- Щипков А. В. Разговор с Сергеем Станкевичем // Независимая газета. 17.06.1993
- Щипков А. В. Битва за митрополита Иоанна // Независимая газета. 27.05.93
- Щипков А. В. Лебединая песня христианского демократа // Смена. 07.10.93
- Щипков А. В. Патриархия между двух огней // Смена. 12.10.93
- Щипков А. В. Поправки к свободе совести // Русская мысль, № 3965, 05.02.1993
- Щипков А. В. Крест на депутатском мандате // Христианский вестник (Москва). — 1993. — № 45/46. — С.22-25
- Щипков А. В. Политические инверсии религиозного сознания // Христианский вестник (Москва). — 1994. — № 1. — С.33 — 37
- Щипков А. В. «Святому» Муну нужен Горбачёв // Новое время. — 1994. — № 13. — С.42-44
- Щипков А. В. Идеология смерти // Независимая газета. 04.10.1994
- Щипков А. В. Как художник Андрей Алёшкин создал мордовскую церковь // Смена. 07.06.1994
- Щипков А. В. Эрзянки молятся Инешкипазу // Смена. 20.07.1994
- Щипков А. В. Чувашские интеллектуалы выбирают язычество // Смена.09.08.1994
- Щипков А. В. Последний языческий народ Европы // Смена. 12.10.1994
- Щипков А. В. Раскола пока удалось избежать // Русская мысль. 17.11.1994
- Щипков А. В. Отпустите церковь на свободу // Независимая газета. 16.06.1994
- Щипков А. В. Сотая епархия. Последний языческий народ Европы // Независимая газета. 17.03.1994
- Щипков А. В. Исправление православия или атеистический трюк? // Смена. 26.10.1994
- Щипков А. В. Митрополит Иоанн испытует христианских демократов // Смена. 02.11.1994
- Щипков А. В. Российское лютеранство возвращается к жизни // Смена.18.11.1994
- Щипков А. В. РХДС: Самосвяты в Думе // Смена. 13.05.1994
- Щипков А. В. Интервью с о. Георгием Кочетковым // Смена. 20.09.1994
- Щипков А. В. Свидетели Иеговы готовятся к концу света // Смена. 24.08.1994
- Щипков А. В. О русской водке и христианах-трезвенниках // Смена январь 1994
- Щипков А. В. Мессианский иудаизм // Смена. 23.03.1994
- Щипков А. В. Вера в руках чиновников — беда для верующих // Смена. 29.04.1994
- Щипков А. В. Не убий или культура смерти // Смена. 10.02.1994
- Щипков А. В. Для чего попу гармонь? Церкви не нужны «свои» депутаты // Смена. 10.02.1994
- Щипков А. В. Христианская демократия напрокат // Смоленские новости. 08.06.1994
- Щипков А. В. Солдаты принципа или Блеснутые дети // Смена. 13.07.1994
- Щипков А. В. Что такое марш Иисуса — пояснение для ОМОНа… // Смена. 06.06.1994
- Щипков А. В. ПРЕС похожа на ХДС? // Смена. 30.03.1994
- Щипков А. В. Политическое зеркало религиозного сознания // Смена. 24.01.1995
- Щипков А. В. Не гадай на святках // Смена. 13.01.1995
- Щипков А. В. Рок музыкант может быть крутым проповедником // Смена. 13.01.1995
- Щипков А. В. Почему ушёл Якунин // Смена. 03.03.1995
- Щипков А. В. Можно ли оправдать «христианскую» политику // Смена. 19.05.1995
- Щипков А. В. Мошенничество или религия // Смоленские епархиальные ведомости. — 1995. — № 7. — С. 82-88.
- Щипков А. В. Иродиадин день 8 марта // Смена. 08.03.1996
- Щипков А. В. Бажовцы. Дед Егора Гайдара как автор священных текстов // Литературная газета. 4 сентября 1996 год.
- Щипков А. В. Церковь Ингрии. Русский вариант финского лютеранства // Истина и жизнь. — 1996. — № 11. — С. 6-9
- Щипков А. В. Русский New Age // Церковно-общественный вестник, № 10, 27 февраля 1997, (приложение к Русской мысли № 4163, 27.02.97)
- Щипков А. В. Богородичные «отцы» и «матери» Богемы // Церковно-общественный вестник, № 17, 5 июня 1997 (приложение к Русской мысли № 4177, 05.06.1997)
- Щипков А. В. Трезвые христиане // Церковно-общественный вестник, № 24, 2 октября 1997 (приложение к Русской мысли № 4191, 02.10.1997)
- Щипков А. В. Памяти христианской демократии // Церковно-общественный вестник, № 25, 16 октября 1997 (приложение к «Русской мысли» № 4193, 16.10.1997)
- Щипков А. В. Зеркальная вера рыжих удмуртов // Русская мысль, № 4197, 13 ноября 1997
- Щипков А. В. Нетрадиционная религиозность в посткоммунистической России // Истина и жизнь — 1997. — № 5-6-7. (в соавторстве)
- Щипков А. В. Россия в поисках веры (интервью) // Духовный собеседник. — 1997. — № 4. — С.8 14
- Щипков А. В. Православный рок // Истина и жизнь. — 1997. — № 10. — С.42-45
- Щипков А. В. Или правда, или ничего // Независимая газета, 23.01.1998 (приложение «НГ религии»)
- Щипков А. В. Религия и политика в современной России (круглый стол) // Независима газета, 23.01.1998 (приложение «НГ религии»)
- Щипков А. В. Экологический буддизм или национальное рерихианство? // Независимая газета, 21.10.1998 (приложение «НГ религии»)(в соавторстве)
- Щипков А. В. Огородников и другие: как это было (интервью) // Истина и жизнь.- 1998. — № 8. -С. 6 14
- Щипков А. В. Два губернатора одной епархии // Независимая газета, 27.01.1999 (приложение «НГ-религии»)
- Щипков А. В. Бог правду видит, да не скоро скажет (интервью) // Смоленские новости, 22.01.1999
- Щипков А. В. Власти Санкт-Петербурга хотят снести православный храм // Кестонская Служба Новостей, 14.05.1999
- Щипков А. В. Возможно ли появление русского ислама? Православный священник становится чиновником Государственной думы, а затем мусульманином // Кестонская Служба Новостей, 16.06.1999
- Щипков А. В. Архимандрит Зинон: «Я более не хочу жить враждой». Отношения православных и католиков остаются напряжёнными // Кестонская Служба Новостей, 16.07.1999
- Щипков А. В., Суровегина О. Православная церковь борется за возрождение благотворительности // Кестонская Служба Новостей, 30.07.1999
- Щипков А. В. Между крещением и покаянием // Независимая газета, 01.09.1999
- Щипков А. В. Администрация губернатора Краснодарского края изъяла религиозную литературу у евангелистов // Кестонская Служба Новостей, 23.09.1999
- Щипков А. В. Что общего между «духовным Сионом» и сионизмом? // НГ-Религии, 10.11.1999
- Щипков А. В. Евгений Морозов восстанавливал православный храм. Его обвинили в мошенничестве и посадили на три года // Кестонская Служба Новостей, 28.09.1999
- Щипков А. В. Студенты семинарий могут быть призваны на воинскую службу в Чечне // Кестонская служба новостей, 15.11.1999
- Щипков А. В. Право на Евангелие // Слово веры, № 1 (5)
- Щипков А. В. Проповедь на коротких волнах // НГ-Религии (приложение к Независимой газете), 23 февраля 2000.
- Щипков А. В. Возможность христианской демократии // НГ-Религии (приложение к Независимой газете), 12 апреля 2000.
- Щипков А. В. (псевдоним Василий Полковников). Борьба за СМИ в протестантском мире // НГ-Религии (приложение к Независимой газете), 12 июля 2000.
- Щипков А. В. «Рим нам — не отец, но и Москва — не мать» // НГ-Религии (приложение к Независимой газете), 25 октября 2000 г. (в соавторстве)
- Щипков А. В. «Церкви при Лукашенко» // Русская мысль, 26 ноября 2000 г.
- Щипков А. В. Униаты в сумерках // НГ-Религии (приложение к Независимой газете), 15 ноября 2000 г. (в соавторстве)
- Щипков А. В. Департамент по культам // Независимая газета, 15 ноября 2000
- Щипков А. В. Государство и религиозные организации: итоги и перспективы взаимодействия // Русская мысль, 16 ноября 2000. (круглый стол)
- Щипков А. В. Бог и Кесарь на пути к согласию (интервью) // Петербургский Час пик, 13 декабря 2000.
- Щипков А. В. Освещение религиозной тематики и государственно-церковных отношений в передачах ГРК «Радио России» // Вестник ВГТРК. — 2000. — № 11 (19)
- Щипков А. В. Грузинский конкордат. Православная церковь добилась изменений Конституции // НГ-Религии (приложение к Независимой газете), 11 апреля 2001.
- Щипков А. В. Грузинский конкордат. Православная церковь добилась изменений Конституции // Независимая газета, 14 апреля 2001
- Щипков А. В. Чёрный угол на родине Ленина // Интернет журнал Грани.ру, 27 апреля 2001
- Щипков А. В. Может ли Россия жить по закону Белгорода? // НГ-Религии (приложение к Независимой газете), 30 мая 2001.
- Щипков А. В. Конфессии и СМИ // Независимая газета, 31 мая 2001
- Щипков А. В. интервью // Час Пик, 16 мая 2001
- Щипков А. В. (в соавторстве с Шевченко М. Л.). Гильдия религиозной журналистики // НГ-Религии, 27 июня 2001
- Щипков А. В. Радио России знает, во что верит страна (интервью) // Собеседник, 30 августа 2001
- Щипков А. В. Во что верит Россия (интервью) // Труд, 1 сентября 2001
- Щипков А. В. «Я не проповедую и не учу» (интервью) // Российская газета, 14 сентября 2001
- Щипков А. В. (в соавторстве с Джеральдин Фейган) Армянский конкордат // НГ-Религии, 26 сентября 2001
- Щипков А. В. Я не проповедую и не учу… (интервью) // АиФ, 8-14 октября, 2001
- Щипков А. В. Новый союз (интервью) // Труд-7, 25 октября 2001
- Щипков А. В. Кто с нами? (интервью) // Век. Сибирский выпуск, 26 октября 2001
- Щипков А. В. Журналистика без провинции // Российская газета. Вся Сибирь, 2 ноября 2001 (сибирский вкладыш)
- Щипков А. В. Религиозный взрыв — заблуждение социологов (интервью) // Дело (СПб), 3 июня 2002
- Щипков А. В. Как губернский предводитель в Бога уверовал // Дело (СПб), 3 июня 2002.
- Щипков А. В. Конкурс, который сближает (интервью) // Казахстанская правда, 6 марта 2003
- Щипков А. В. «Золотой глагол» покровительствует лингвистической общности // Вечерний Алматы: 12 апреля 2003
- Щипков А. В. К симфонии через партнёрство (интервью) // Консерватор, 25 апреля 2003
- Щипков А. В. Государство и вероисповедная политика // Независимая газета, 5 ноября 2003
- Щипков А. В. Православный самиздат в Советском союзе // Церковный вестник, № 21, ноябрь 2004
- Щипков А. В. Политические и религиозные взгляды — два параллельных явления // МЫ в России и Зарубежом, № 8 , 2005
- Щипков А. В. Русского хлебом не корми — дай поговорить о Боге // Православие и современность. Саратовские епархиальные ведомости, № 4 (20) 2007
- Щипков А. В. Государство и Церковь должны договориться // Политический журналъ, № 33 (176), 17 декабря 2007
- Щипков А. В. Бесплатное чувство Бога // Вода живая. Санкт-Петербургский церковный вестник, № 9 (92), 2007
- Щипков А. В. Горжусь, что был в числе первых // Истина и Жизнь, № 4, 2007
- Щипков А. В. Не прятаться от солнца // Фома, август 2007
- Щипков А. В. В защиту телезрителей (интервью) // Старая гвардия, № 33, 26 августа 2008
- Щипков А. В. Телевидение вытравливает из нас целомудрие // Фома, № 3 (59), 2008
- Щипков А. В. Диагноз системе // Фома, № 11 (67), 2008
- Щипков А. В. Самое страшное для них — правда // Литературная газета, № 15, 8 апреля 2009
- Щипков А. В. Второй год патриаршества // Литературная газета, № 10, 17 марта 2010
- Щипков А. В. Да спасётся отвергший спасение // Православие и современность, № 20 (36), 2011
- Щипков А. В. Пасхальная солидарность // Литературная газета, № 16, 27 апреля 2011
- Щипков А. В. Клирики и граждане // Литературная газета, № 38, 28.сентября 2011
- Щипков А. В. Религия уныния // Литературная газета, № 43, 2-8 ноября 2011
- Щипков А. В. Национальная история как общественный договор // Свободная пресса, 21.12.2014
- Щипков А. В. Закон о защите чувств верующих оказался очень своевременным // Обещания.ру, 16.01.2015
- Щипков А. В. Важно не дать нашим оппонентам смешать традиционализм с нацизмом // Взгляд, 17.01.2015
- Щипков А. В. Не забыть бы о русских // Литературная газета, № 21 (6510), 25.03.2015
- Щипков А. В. Эксгумация фашизма // Известия, 6.04.2015
- Щипков А. В. Мы воевали с объединённой нацистской Европой // Аргументы и факты, 07.05.2015
- Щипков А. В. Глава УПЦ в Верховной раде совершил мужественный поступок // РИА Новости, 13.05.2015
- Щипков А. В. Фашизм, новая волна // Литературная газета, № 21 (6510), 27.05.2015
- Щипков А. В. Владимир нерукопожатный // Аргументы и факты, 02.06.2015
- Щипков А. В. Без пафоса и обид // Литературная газета, № 24 (6513), 17.06.2015
- Щипков А. В. Аксиомодерн // Литературная газета, № 38 (6526), 30 сентября 2015
- Щипков А. В. Изображая панику // Независимая газета — Религии, 16 декабря 2015
- Щипков А. В. Ногу сломишь на смене вех // Литературная газета, № 3-4, 28 января 2016
- Щипков А. В. В поисках царства правды. О причинах кризиса российской идентичности // Литературная газета, № 5, 4 февраля 2016
- Щипков А. В. Идеология будущего // Литературная газета, № 10-11, 17 марта 2016
- Щипков А. В. Патриарх и гуманизм // Литературная газета, № 14, 7 апреля 2016
- Щипков А. В. Неонацизм и уловки его защитников // Литературная газета, № 21, 1 июня 2016
- Щипков А. В. Русский мир князя Владимира // Литературная газета, № 43, 2 ноября 2016
- Щипков А. В. Год идеологии // УМ+. 20 декабря 2016
- Щипков А. В. Победа Трампа — это победа консервативной демократии над идеями либерального авторитаризма // РИА Новости. 9 ноября 2016-11-09
- Щипков А. В. Возвращение Исаакиевского собора — это символ перехода в будущее // РИА Новости, 12 января 2017
- Щипков А. В. Возвращение Исаакия // Литературная газета, № 1- 2, 18 января 2017
- Щипков А. В. О русско-российском вопросе // Ум+ 14 февраля 2017 (копия Литгазета 22 февраля 2017 под названием «Конструкции взамен реальности»)
- Щипков А. В. Конструкция вместо реальности (О русско-российском вопросе) // Литературная газета, № 7, 22 февраля 2017
- Щипков А. В. Нравственный бренд Тарусы // Октябрь, 18 марта 2017
- Щипков А. В. В Церкви призывают к мораторию на любую войну с политическими символами в России // Интерфакс, 17 марта 2017
- Щипков А. В. Захоронение Ленина — это вопрос времени, а не намерения // Интерфакс, 21 апреля 2017
- Щипков А. В. Родная речь против «либерлингвы» // Известия, 28 апреля 2017
- Щипков А. В. «Социал-традиция» Александра Щипкова // Литературная газета, № 22, 7 июня 2017
- Щипков А. В. «Культурные» надзиратели и права верующих // Известия, 20 июля 2017
- Щипков А. В. «Стена скорби» и коллективная вина // Независимая газета, 22 октября 2017
- Щипков А. В. 1917—2017. Магия чисел // Парламентская газета, 10-16 ноября 2017
- Щипков А. В. «Проблема-1917», или о несостоявшейся полемике философа с патриархом Кириллом // «Московский комсомолец» № 27585, 9 января 2018
- Щипков А. В. Старый стиль и модернизация Церкви // Парламентская газета, 26 января 2018
- Щипков А. В. Болгарская речь Патриарха // Парламентская газета, 8 марта 2018
- Щипков А. В. Левоконсервативный поворот Путина // Парламентская газета, 23 марта 2018
- Щипков А. В. Что не поделили ректор Кузьминов и министр Ольга Васильева? // Независимая газета, 23 апреля 2018
- Щипков А. В. «Золотой стандарт» русского образования // Аргументы и факты, 19 июня 2018
- Щипков А. В. О православной недовоцерковленности // Богослов.ру, 2 июля 2018
- Щипков А. В. Теперь вселенское православие живёт в новой реальности // Аргументы и факты, 15 сентября 2018
- Щипков А. В. Политические особенности либерал-православной субкультуры // Парламентская газета, 11 ноября 2018
- Щипков А. В. На пути к новому русскому консерватизму // Литературная газета, № 46, 14 ноября 2018
- Щипков А. В. Либерлингва или чужая речь // Парламентская газета, 14 декабря 2018
- Щипков А. В. Греко-протестантизм // Парламентская газета, 15 января 2019
- Щипков А. В. Время патриарха Кирилл // Литературная газета № 4, 30 января 2019
- Щипков А. В. Будущее теологии: почему России надо развивать свою школу // Независимая газета № 77, 11 апреля 2019
- Щипков А. В. Euroexit и русский авангардный традиционализм // Независимая газета, 28 апреля 2019
- Щипков А. В. Протестная рента // Независимая газета, 8 июля, 2019
- Щипков А. В. Риторика и реальность // Литературная газета, 2 октября 2019
- Щипков А. В. Спящие (комментарий к открытому письму священников) // Религаре, 18 сентября 2019
- Щипков А. В. Запрет на ценностное мышление // 19 октября, 2019
- Щипков А. В. Либерализм и марксизм — продукты протестантской культуры // Культура, 31 октября 2019
- Щипков А. В. «Мы должны уйти от либерального мировосприятия» // Царьград, 29 ноября , 2029
- Щипков А. В. О задачах русского реалистического театра // Религаре. РУ, 5 декабря , 2019
- Щипков А. В. Пять тезисов по поводу законопроектов о профилактике «семейно-бытового насилия» // Религаре. РУ, 6 декабря 2019
- Щипков А. В. Цифровая Плерома // Богослов. РУ, 15 декабря 2019
- Щипков А. В. Секуляр-гностицизм и православие // Богослов. РУ, 19 января 2020
- Щипков А. В. Реабилитация идеологии // Парламентская газета, 5 февраля 2020
- Щипков А. В. Армия как общественный институт // Парламентская газета, 21 февраля, 2020
- Щипков А. В. Освящение оружия. Можно ли оценивать оружие по степени его «моральности» // Интерфакс, 25 февраля 2020
- Щипков А. В. (в соавторстве) «Люди в штатском предложили ей донести на священников и учеников» // Журнал «Фома», март 2020
- Щипков А. В. Пандемия и новая сакральность // Религаре.ру, 8 мая 2020
- Щипков А. В. Надо подумать об ограничении социал-расистской и русофобской риторики // Культура, 14 мая 2020
- Щипков А. В. Инстинкт национального самосохранения // Литературная газета, 10 июня 2020
- Щипков А. В. PR-продвижение и психологизация Православия // Парламентская газета, 25 июня 2020

на других языках
- Shipkov Aleksandr Storia di Pashka il bambino «Rubato» // Jesus — Italia — 191994. — № 2.
- Shchipkov Aleksandr «Attemps to revive the council for Religious Affairs in Russia» // Religion, State and Sosiety — England — Oxford — 1993, vol. 21, 3-4.
- Chipkov Alexandr "Red? Brownshirts? Or Whites after all // Bulletin of Christian Demokrat International — Belgique — Brusselles — 1992, 18.
- Chipkov Alexandr «Adieu Leningrad!» // Bulletin of Christian Demokrat International — Belgique — Brusselles — 1991, 15/
- Chipkov Alexandr «Russie: la liberte religieuse menacee» // La Reforme — Parie — 14.09.1993
- Shchipkov Aleksandr «Some Observations on Orthoxy and Christian Democracy» // Religion, State and Sosiety — England — Oxford — 191994, vol. 22, 3.
- Shchipkov Aleksandr and Sergei Filatov «Religious Developments among the Volga Nations as a Model for the Russian Federation» // Religion, State and Sosiety — England — Oxford — 1995, vol. 23, 3.
- Scipkov Aleksandr «Die Etappen eines grosen Weges» // Religion und Gesellschaft im postsowjetischen Raum — Wurzburg — 1996. pp. 38-51
- Stschipkov Alexander «Die Baschowzy — eine neuheidnische Bevegung» // Glaube in der 2. Welt — Schweiz — 1997, 2
- Shchipkov Aleksandr and Sergei Filatov "Udmurtia: Ornhodoxy, Paganism, Authority " // Religion, State and Sosiety — England — Oxford — 1997, vol. 25, 2
- Shchipkov Aleksandr «Orthodoxy in Karelia» // Religion, State and Sosiety — England — Oxford — 1997, vol. 25, 2
- Shchipkov Aleksandr Interreligious Relations in Russia after 1917 / Proselytism and Orthodoxy in Russia. — New York.: ORBIS BOOKS. — 1999. P. 77-92
- Shchipkov Aleksandr «St Petersburg Authorities Seek to Raze Historic Orthodox Church» // Keston News Service, 15.05.99
- Shchipkov Aleksandr «Rumours of KGB past may help metropoliten win power truggle» // Keston News Service, 25.05.99
- Shchipkov Aleksandr «Orthodox parliamentarians Condemn Nato Action In Yugoslavia» // Keston News Service, 19.07.99
- Shchipkov Aleksandr «Archimandrite Zinon: ‘I do not want to live any more with enmity'. relations between orthodox and catholics remain tense» // Keston News Service, 20.07.99
- Shchipkov Aleksandr, Dennen Xenia, Lunkin Roman «Pskov archbishop accused of opposing charitable programmes» // Keston News Service, 27.07.99
- Shchipkov Aleksandr Olga Surovegina. «Orthodox church struggles to recover charitable mission» // Keston News Service, 30.07.99
- Shchipkov Aleksandr «Forced stay in psychiatric hospital for members of non-traditional religion in St Petersburg» // Keston News Service, 11.08.99
- Shchipkov Aleksandr «Christian literature confiscated from evangelical congregation by Krasnodar authorities» // Keston News Service, 20.09.99
- Shchipkov Aleksandr «Professor Nikolai Alyoshin detained in Krasnodar special prison, where he established an evangelical community and baptised 42 people» // Keston News Service, 21.09.99
- Shchipkov Aleksandr «Former russian orthodox deacon imprisoned» // Keston News Service, 12.10.99
- Shchipkov Aleksandr «Seminary students may be called up for military service in Chechnya» // Keston News Service, 23.11.99
- Shchipkov Aleksandr «Russian Patriots Outnumber Orthodox Believers in Smolensk» // Frontier — England — Oxford — 2000, № 1
- Scipkov Aleksandr «Sinfonia o partnership?» // La nuova Europa — Italia — 2000, № 5
- Щипков Олександр «Церковно-суспiльнi вiдносини I проблеми держаного регулювання» // Людина I свiт — Київ — 2000, № 9
- Shchipkov Aleksandr, Fagan Geraldin «Anti-missijnery Legislation in Belgorod» // Frontier — England — Oxford — 2001. № 4
- Chipkov Alexandre «Orthodoxie Russi: Le debat sur les relations entre l’eglise orthodoxe et l’etat» // Unite des chretiens, № 123, juillet 2001
- Shchipkov Aleksandr and Fagan, Geraldine ‘The Ukrainian Greek Catholics in an Ambiguous Position’, Religion, State and Society, vol.29, no.3 (September 2001), pp.207-213,
- Fagan, Geraldine and Aleksandr Shchipkov «'Rome is Not Our Father, but Neither Is Moscow Our Mother': Will There Be a Local Ukrainian Orthodox Church?». Religion, State and Society 29.3 (Sep.2001): 197—205.